# Châteauneuf (Loara)
Châteauneuf – miejscowość i gmina we Francji, w regionie Owernia-Rodan-Alpy, w departamencie Loara.
Według danych na rok 1990 gminę zamieszkiwało 1 351 osób, a gęstość zaludnienia wynosiła 99 osób/km² (wśród 2880 gmin regionu Rodan-Alpy Châteauneuf plasuje się na 623. miejscu pod względem liczby ludności, natomiast pod względem powierzchni na miejscu 867.).